# ゼーリゲンシュタット
ゼーリゲンシュタット (ドイツ語: Seligenstadt, ドイツ語発音: [ˈzeːlɪgn̩ʃtat]) は、ドイツ連邦共和国ヘッセン州オッフェンバッハ郡の市である。マイン川に面したこの街は、カロリング朝時代にはすでに重要な都市であった。

## 地理

### 位置
ゼーリゲンシュタットは、オッフェンバッハ郡に属す 13市町村の一つである。フランクフルト・アム・マインの南東約 25 km のマイン川左岸に位置し、バイエルン州と境を接している。

### 隣接する市町村
ゼーリゲンシュタットは、北はハインブルク（オッフェンバッハ郡）、東はカールシュタイン・アム・マイン（アシャッフェンブルク郡）、南東はマインハウゼン（オッフェンバッハ郡）、南はバーベンハウゼン（ダルムシュタット＝ディーブルク郡）、西はロートガウ（オッフェンバッハ郡）と境を接する。

### 市の構成
ゼーリゲンシュタットは、ゼーリゲンシュタット、クライン＝ヴェルツハイム、フローシュハウゼンの3市区からなる。

## 歴史

### 古代
ローマ帝国トラヤヌス帝時代の紀元100年頃、現在のゼーリゲンシュタットのマルクト広場から旧市街の一部にかけての場所に、コホルスが駐屯する城塞、Castrum Selgum が建設された。ここに駐屯したコホルスは、Cohors I Civium Romanorum equitata と名付けられ、リーメスのマイン川沿いの箇所（オーバーゲルマニシャー・リーメス）の守備を担当していた。260年頃、アレマン人によるリーメス崩壊の際、この城塞は放棄され、ローマ人はライン川まで後退した。かつての城塞の遺跡や、ブライテンバッハ川が谷状になった場所にあたる現在の修道院の敷地に、中世初期の集落 Mulinheim superior、すなわちオーバーミュールハイム (Obermühlheim) があった。

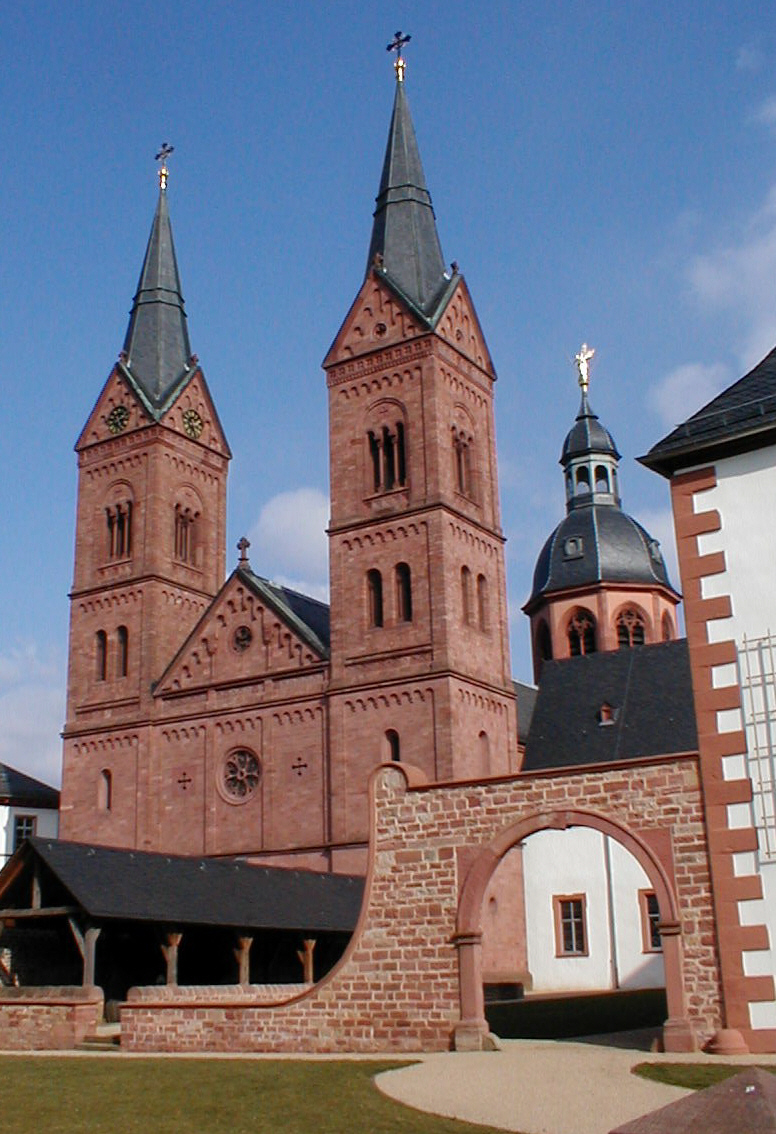
アインハルト＝バシリカ

### 中世
ゼーリゲンシュタットは、815年1月11日付けの贈与証明書に、オーバーミュールハイムとして初めて記録されている。この街は、カール大帝の伝記記者であったアインハルトによって創設された。彼は、815年にフランク人入植地 Obermulinheim をルートヴィヒ敬虔王から贈与されると、ここにベネディクト会修道院を創建した。この地の初期の領主として、グローゴ伯の名が挙げられる。ローマで盗まれた殉教者ペテロと殉教者マルケリヌスの遺骨は、オーデンヴァルトのシュタインバッハ（現ミヒェルシュタット市内）のバシリカからオーバーミュールハイムに移された。このため、この街はその名前をオーバーミュールハイムからゼーリゲンシュタットに改名した（"Selige" は、死後に教会から祝福を受けた福者を、"Stadt" は都市を意味する）。830年頃に、マイン川下流のこの街の象徴的建造物であるアインハルト＝バシリカの建設が始まった。

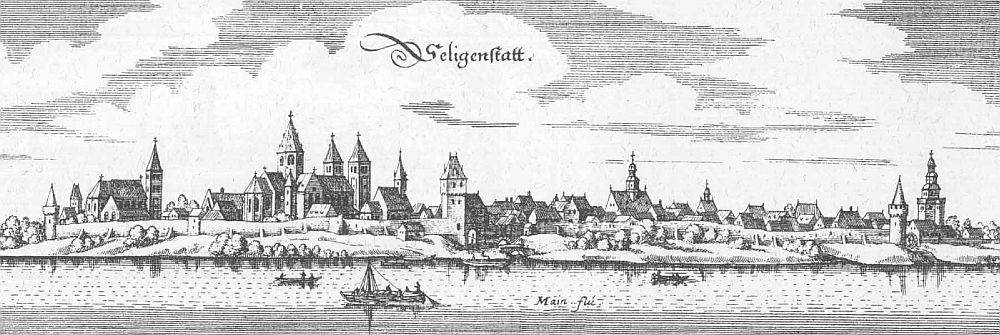
1655年に出版されたマテウス・メーリアンの銅版画に描かれたゼーリゲンシュタット

この街の改名に関して、聖ペテロと聖マルケリヌスの遺骨によるのではなく、カール大帝の忠臣で伝記作者のアインハルトの言葉によるという伝説がある。彼は、Obermulinheim に住んでいた。ある日、王がこの街を通り、アインハルトの娘エマが働いていた旅館に入った。彼女はパンケーキを食卓に出し、王はこれをことのほか気に入った。この逸話に基づき「Selig sei die Stadt genannt, da ich meine Tochter Emma wiederfand（この街を「幸福」と呼ぼう、ここで我が娘エマと再び出会うのだ）」という詩句を詠んだ。この言葉は現在もゼーリゲンシュタットにあるアインハルトハウス（1596年建造）の張り出し部に見ることができる。このため、この街は selig と呼ばれ、やがてゼーリゲンシュタット (Seligenstadt) という名前になった。
ところが、グリム兄弟による『ドイツ伝説集 』457番「エギンハルトとエンマ」（Eginhart und Emma）では、若きアインハルトが、ギリシア王と婚約していたカール大帝の娘エンマ（Emma）と密かに愛し合っていたが、大帝がこれを知って彼女を追放した。大帝が狩りの際、道に迷った。ある漁師の小屋で彼女が父に好物の料理を差し出したので大帝はそれで娘と分かり、「エンマが見つかった町よ、幸いあれ！」（≫Selig sei die Stadt, Wo ich Emma wiederfand !≪）と叫んだことを命名の由来としている。
1028年、この街でローマ＝カトリック教会の教会会議が開催された。その最も重要な成果が、厳しい断食の規則を伴う」四季の斎日」の導入であった。1063年、神聖ローマ皇帝ハインリヒ4世は、マインツ大司教が修道院の所有であることの正当性を認めた。
皇帝フリードリヒ・バルバロッサは、1188年にゼーリゲンシュタットで諸侯会議を開催した。彼の治世の間にこの街は都市権を獲得し、マイン川の堤に王宮が建設された。
ゼーリゲンシュタットは、1346年にマインツ大司教領の9つの都市で結成された九都市同盟の一員となった。まず自治制度（議会の成立）を整備した同盟構成都市は15世紀が下るにつれ、マインツ大司教や聖堂参事会から自由になっていった。特にゼーリゲンシュタットは、独自の税を提案し、承認された。しかしこうした自治は、1527年から1528年にかけて大司教の命令により終結し、九都市同盟は事実上解体された。

### 宗教改革とルネサンス
1527年にマインツ大司教アルブレヒトは新しい都市令を発布し、これによりゼーリゲンシュタット市民の権利は大幅に制限されることとなった。
三十年戦争の間、1631年にスウェーデンの司令官が、王グスタフ2世アドルフの命令により修道院をその管理下に収めた。ゼーリゲンシュタット市民は、スウェーデン王に軍税を支払うことで、当時一般的に行われていた都市の家屋を焼き払う処置を免れた。それでもこの占領軍は、退却する際に街や修道院で掠奪を働いた。修道院の建物は、1685年に新たに建設された。

### 近代
1803年のマインツ大司教領の世俗化により、アムト・ゼーリゲンシュタット（アムトは当時の行政単位）はヘッセン＝ダルムシュタット方伯領となり、修道院は廃止された。1832年にラントベツィルク・ゼーリゲンシュタットはオッフェンバッハ郡に編入され、1882年5月1日に鉄道 ハーナウ - ゼーリゲンシュタット - エーバーバッハ線が開通した。

### 現代
ゼーリゲンシュタットにあったユダヤ人コミュニティは、国家社会主義のテロにより1941年に解体された。
1977年1月1日、ヘッセン州の地域再編に伴って、隣接するフローシュハウゼンとクライン＝ヴェルツハイムが合併した。

## 行政

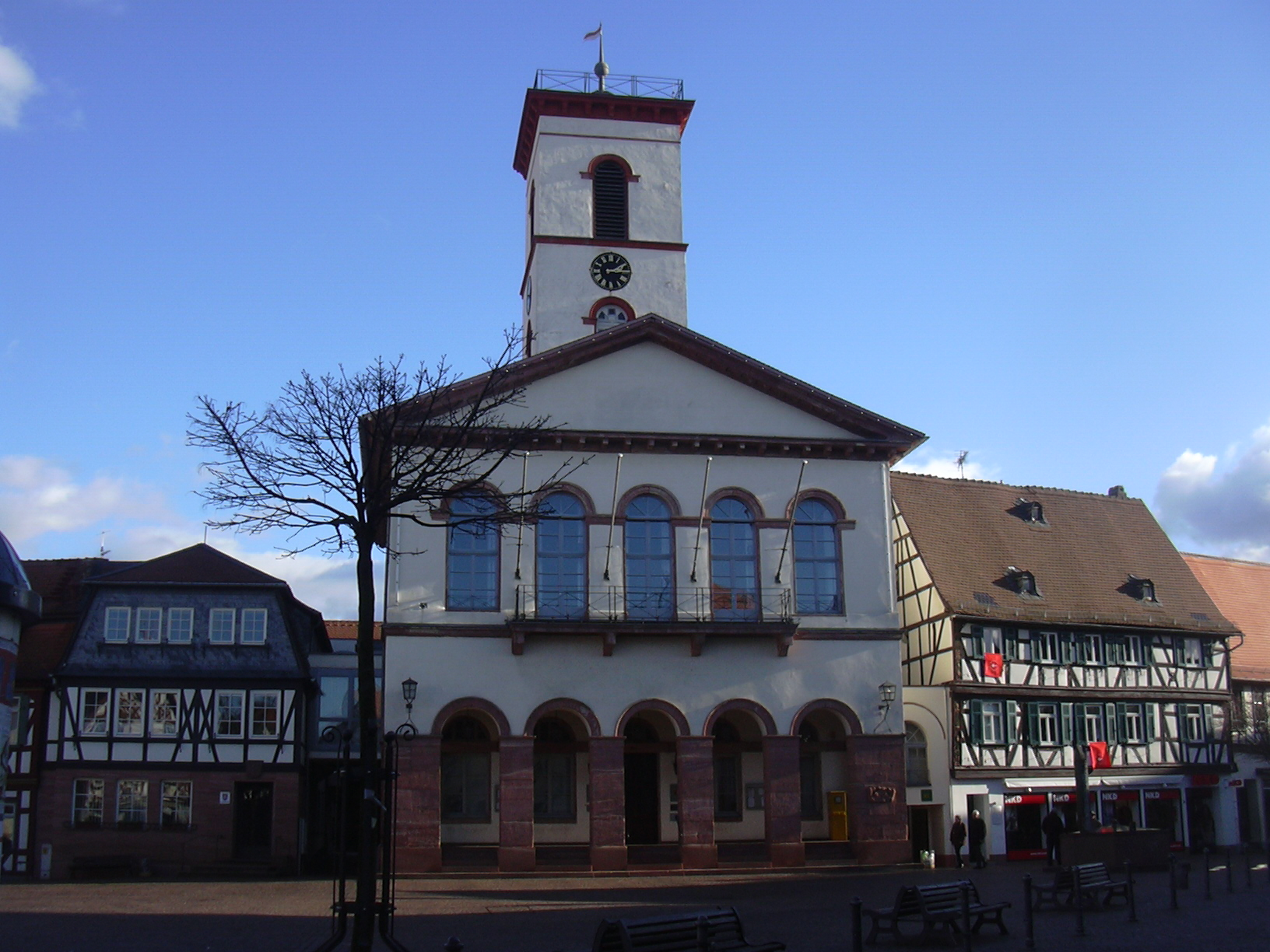
ゼーリゲンシュタット市庁舎

### 議会
ゼーリゲンシュタットの市議会は、37議席からなる。

### 姉妹都市
- トリエル＝シュル＝セーヌ（フランス、イヴリーヌ県）1967年
- ブルックフィールド（アメリカ合衆国、ウィスコンシン州）2008年
- ピエディモンテ・マテーゼ（イタリア、カンパニア州）2010年9月

1972年にオランダの街ヘールと締結した姉妹都市協定は、2008年3月に解消された。これは、2007年1月1日にヘールがマースブラハトおよびトルンと合併して成立した自治体マースガウの申し入れによるものである。ヘールとの姉妹都市協定は、現在ゼーリゲンシュタットの市区となっている旧自治体クライン＝ヴェルツハイムと、当時は独立した自治体で後にヘールに合併されたウェスセムとの姉妹都市協定に由来していた。

## 文化と見所

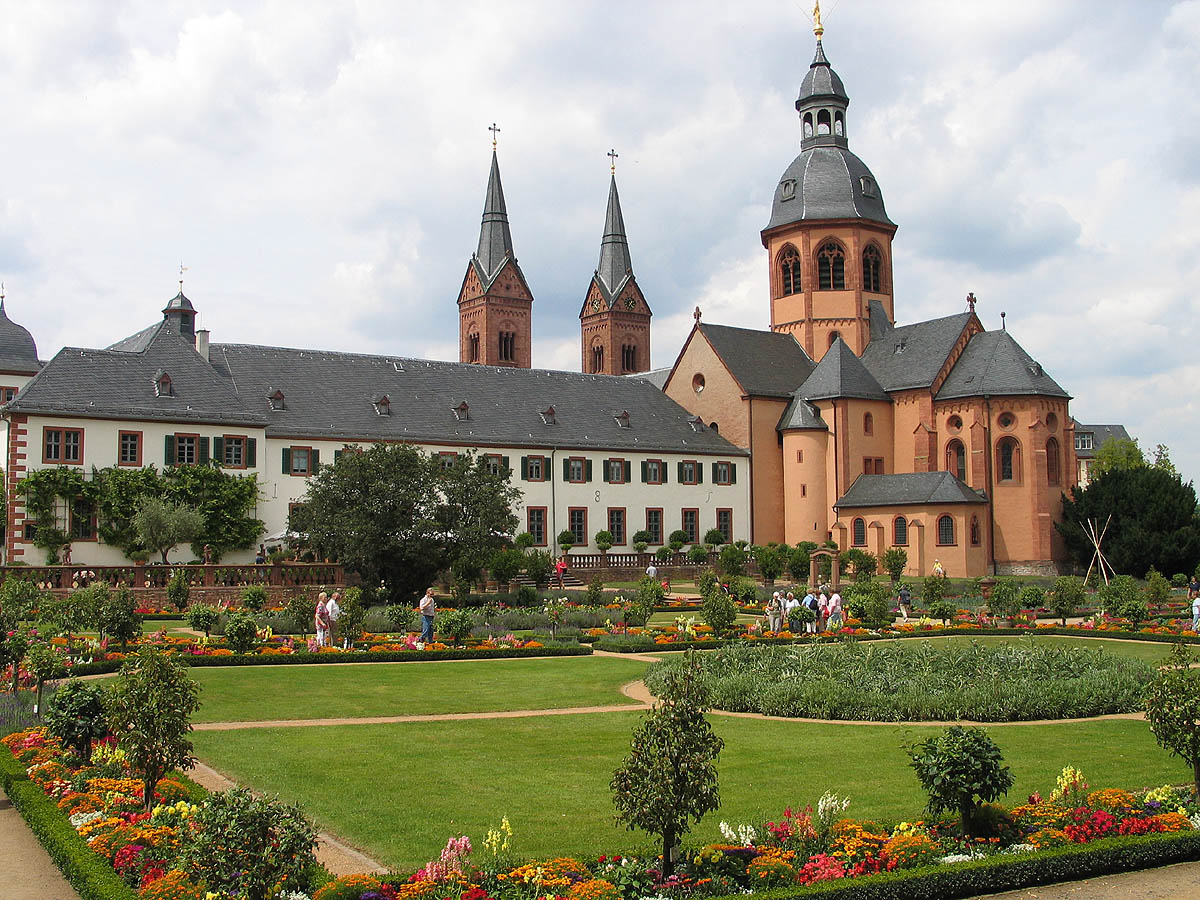
アインハルト＝バシリカと修道院の庭園

### 宗教建築
ゼーリゲンシュタットで最も重要な建造物が、聖マルケリヌスと聖ペテロの聖遺物を有するアインハルト＝バシリカ聖マルケリヌス＝聖ペテロである。この教会は、1925年以降、教皇ピウス11世から授けられた「小バシリカ」の称号を用いている。この建物は時代とともに様々な改変がなされているにもかかわらず、なおカロリング時代の建築要素を遺すアルプス山脈の北側で最も印象的なバシリカの一つである。
バロック様式の翼棟と完全に修復された広い中庭および庭園を有する、1803年に廃止されたベネディクト会修道院の建物がその南側に隣接している。

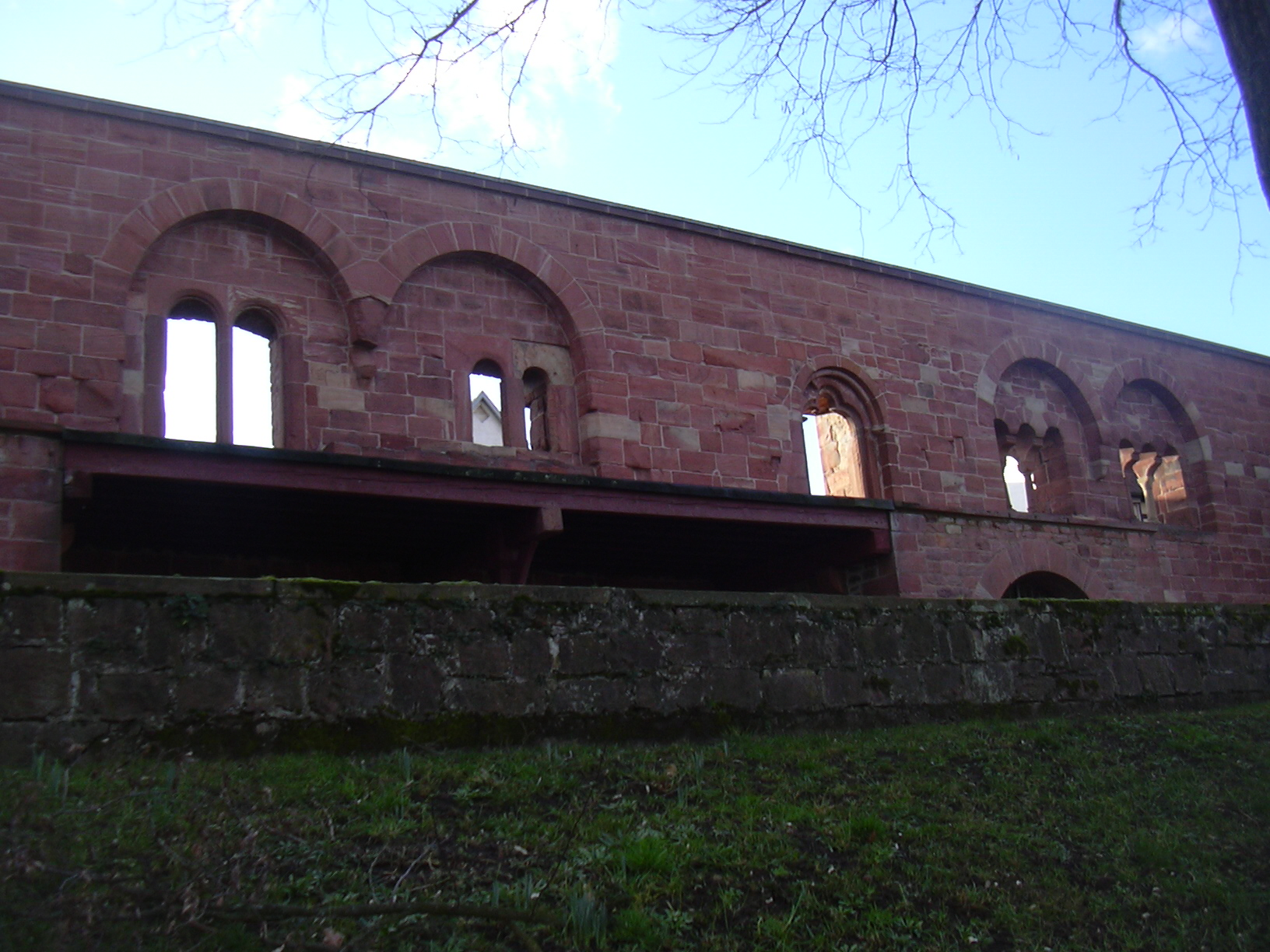
フリードリヒ・バルバロッサの宮殿跡

### 世俗建築
この街には、フリードリヒ・バルバロッサの時代（12世紀）の遺構が 2 つある。
「赤い城」とも呼ばれるマイン河畔の宮殿は、赤色砂岩で造られた、二重あるいは三重アーチで構成されたマイン川に向いた側の壁が遺されている。47 m × 14 m の方形の建物は、他の皇帝の宮殿と比較すると小さなものである。最初の修復作業は 1938年に行われ、南と西の壁は 1996年から再建されている。
同じ頃に、いわゆるロマニシェス・ハウスが造られた。この建物は地階に大きなアーケード、1階に中間柱とアーチを有する二重アーケードが設けられており、さらに階段破風の下にアーケードを象った装飾を有する石造りのどっしりとした建物である。1187年に代官所となり、1188年にはフリードリヒ・バルバロッサが主宰する諸侯会議の議場となった。1984年に修復が行われ、21世紀の今日でもここで文化行事が開催されている。
12世紀に建設され、15世紀に増強された都市防衛施設は、4つの楼門と 6基の塔櫓を有していた。楼門の中では1603年から1605年に建設されたシュタインハイマー門だけが、塔櫓は 3基が現存している。宮殿のマイン川に面した側は土塁と堀を持つ市壁の一部として取り込まれていた。都市防衛施設の大部分が 19世紀に取り壊された。
マルクト広場に面した市庁舎は、1823年に建造された。木組み建築の内部にアーケードを有する型破りで類例のない古典主義建築である。1539年製の 2頭の竜をあしらった 2つの紋章石が、この建物が先行する建物を取り込んで建造されたことを示している。方形の塔は、解体された旧教区教会のものであった。この旧教区教会は、1812年のベネディクト会修道院の閉鎖後、アインハルト＝バシリカの教区を引き継いでいた。
1938年に建設された高さ 51.7 m の水道塔は、ドイツ連邦共和国の記念建造物地誌に文化財として言及されている。人目を惹くのは、バロック様式の城館の塔に類似した「ピッケル＝ヘルメット型」と呼ばれる尖塔型の屋根である。元々は 500 m3 の水を貯めておき、渇水時など必要に応じて飲料水網に提供する高架水槽であったが、現在ではチョウゲンボウの巣箱や防火・防災・自動車無線など用途の異なる 6本のアンテナが取り付けられ利用されている。1990年代までは、隣接する病院のための消火・冷却水を水槽内に蓄えていた。

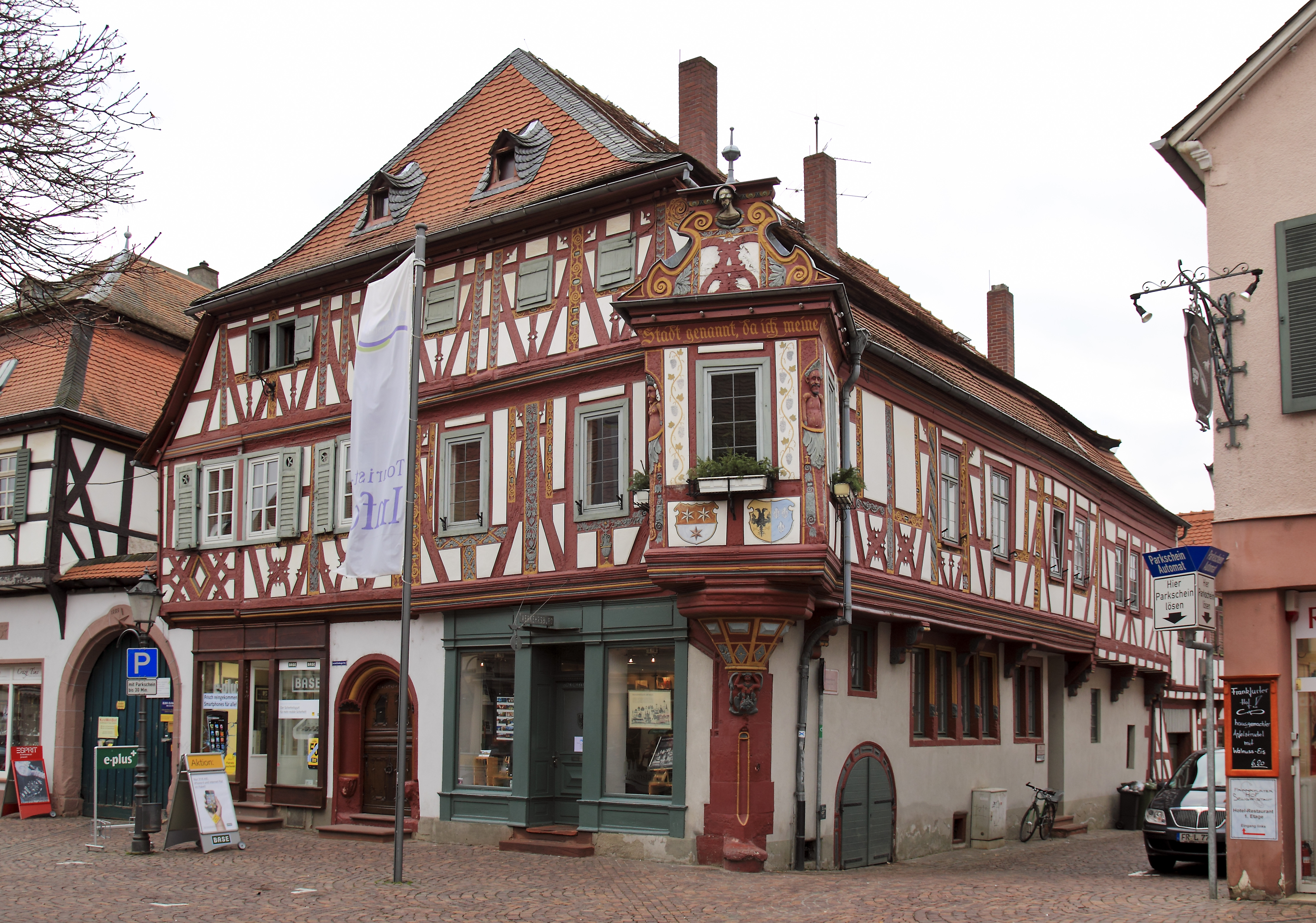
アインハルトハウス

### 木組み建造物
ゼーリゲンシュタットには、17世紀から18世紀に建設された歴史的建造物や木組み建築が数多くあり、その一部は保護文化財に指定されている。このため、本市にはドイツ木組みの家街道の 9つのルートのうちの 1つ（ライン＝マイン＝オーデンヴァルト・ルート）が通っている。
木組み建築のほとんどは、3階建から4階建でマルクト広場やその周辺の通り（特にシュタインハンマー通り、クライナー・フィッシャーガッセ、グローサー・フィッシャーガッセ、クライナー・マインガッセ、グローサー・マインガッセ、フライホーフ通り）沿いに位置している。たとえばマルクト広場に面した旧鍛冶屋（マルクト13番地、現在はレストラン）、マルクト7番地および10番地、乳鉢を持つ薬剤師のエンブレムを掲げた古い薬局、装飾豊かな張り出し部を有する1596年建造の「アインハルト＝ハウス」、シュタインハイマー通りとシュタットミューレンガッセとの角にある家（1697年建造）、フライホーフ広場3番地（1567年建造）、フライホーフ通り4番地の小さな家などである。
ローゼンガッセの木組み建築が密集した地区クラー＝フランクライヒ（小フランス）は、特殊な歴史的背景を有する。三十年戦争ノの地、戦闘、飢餓、ペストで人口が大幅に減少したため、修道院長レオンハルト・コルヒョンが故郷のワロン地方から人々を呼び寄せ、ここに住まわせたのである。この地区の住民の名前はフランス語圏の出自を想起させる。

### 周辺市区の建造物
- クライン＝ヴェルツハイム市区の古い修道院の養魚池近くに中世の城砦様式による水城の跡がある。ただしバロック様式の建物はゼーリゲンシュタット修道院長が1707年に夏の居館として建設したものである。この城はレギオナルパーク・ライン＝マイン（ライン＝マイン地域公園）の一部をなしている。
- フローシュハウゼン地区には特に重要な建造物である旧町役場がある。1939年にこの建物を建設する際、それまでこの場所にあった古い教会が取り壊された。ただし教会塔はこの町役場に取り込まれた。フローシュハウゼン市区の中心部には見事な木組み建築がある。

- ゼーリゲンシュタットのベネディクト会修道院
- ロマニシェス・ハウス
- シュタインハンマー門
- 現存する塔櫓の一つ火薬塔
- 市庁舎の紋章石
- 水道塔
- グローセ・マインガッセの町並み
- 小フランス
- クライン＝ヴェルツハイム市区の水城跡
- フローシュハウゼンの旧町役場

### 博物館
- ゼーリゲンシュタット風土博物館
- 旧修道院内の王宮博物館
- カーニバル博物館

### 風俗・習慣

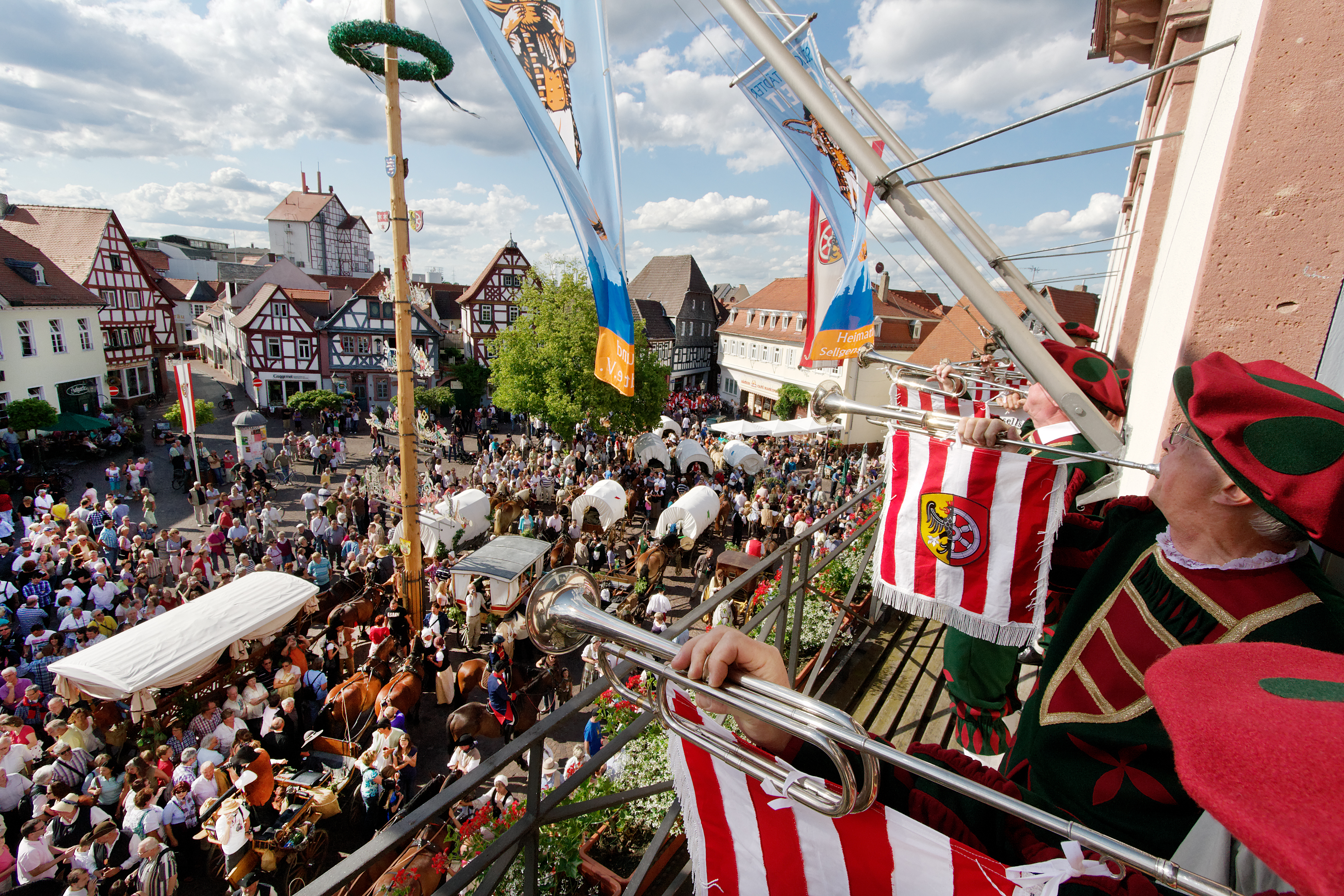
ゼーリゲンシュテッター・ゲライト（2011年）

#### ゼーリゲンシュテッター・ゲライト
ゼーリゲンシュテッター・ゲライトは、中世初期から形を変えながらも今日まで続いている古い習俗である。中世、フランクフルトのメッセに各地から商人が馬車で集まってきた。アウクスブルクやニュルンベルクの商人はシュペッサルト山地を越え、マイン川沿いに旅をしてゼーリゲンシュタットを休憩地としていた。裕福な商人達は追いはぎや盗賊騎士にとって格好の獲物であり、この行程は危険なものであった。そこでシュタウフェン朝時代の 1240年に皇帝フリードリヒ2世は、商人達が皇帝の保護下にあることを示す通行許可証を発行することにした。これ以後、諸侯はこの許可証を持つ商人の隊列に対して武装した護衛兵を有償で提供することが義務づけられた。ゼーリゲンシュタット近郊では、護衛隊の交替がなされた。すなわち、マインツ選帝侯の護衛隊からフランクフルトの護衛隊に商人達が引き渡されたのである。この頃から商人達の間で「ヘンゼルブラハト」と呼ばれる習慣が生まれた。隊列を組織する商人組合に新入りの商人が加わるためには、1リットルのワインが入ったレッフェル（本来は「スプーン」の意味。ここではスプーン型の容器）を一気に飲み干さなければならないというものであった。飲み干せなかった者は、ギルドの食事をおごらねばならなかった。この習慣が形を変えて、現在、ゼーリゲンシュタット郷土協会により4年に1度開催されるこの街のクライマックスであるゲライツフェストとなったのである。

##### シュタイン・レッフェル兄弟団
こうした歴史的習慣である「レッフェルトルンク」（直訳すると「スプーンでの飲酒」）を護るために、1989年にシュタイン・レッフェル兄弟団ゼーリゲンシュタットが結成された。この兄弟団は、オーデンマイスターと呼ばれる団長が統括する。団長代理はファウトと呼ばれる。候補者とともにレッフェルトルンクを実行するレッフェルグループは、レッフェルマイスター、判定員、記録係で構成される。これに、1リットルのワインが入った大きなスプーン型容器をさせるための作業員と「レッフェル娘」が加わる。

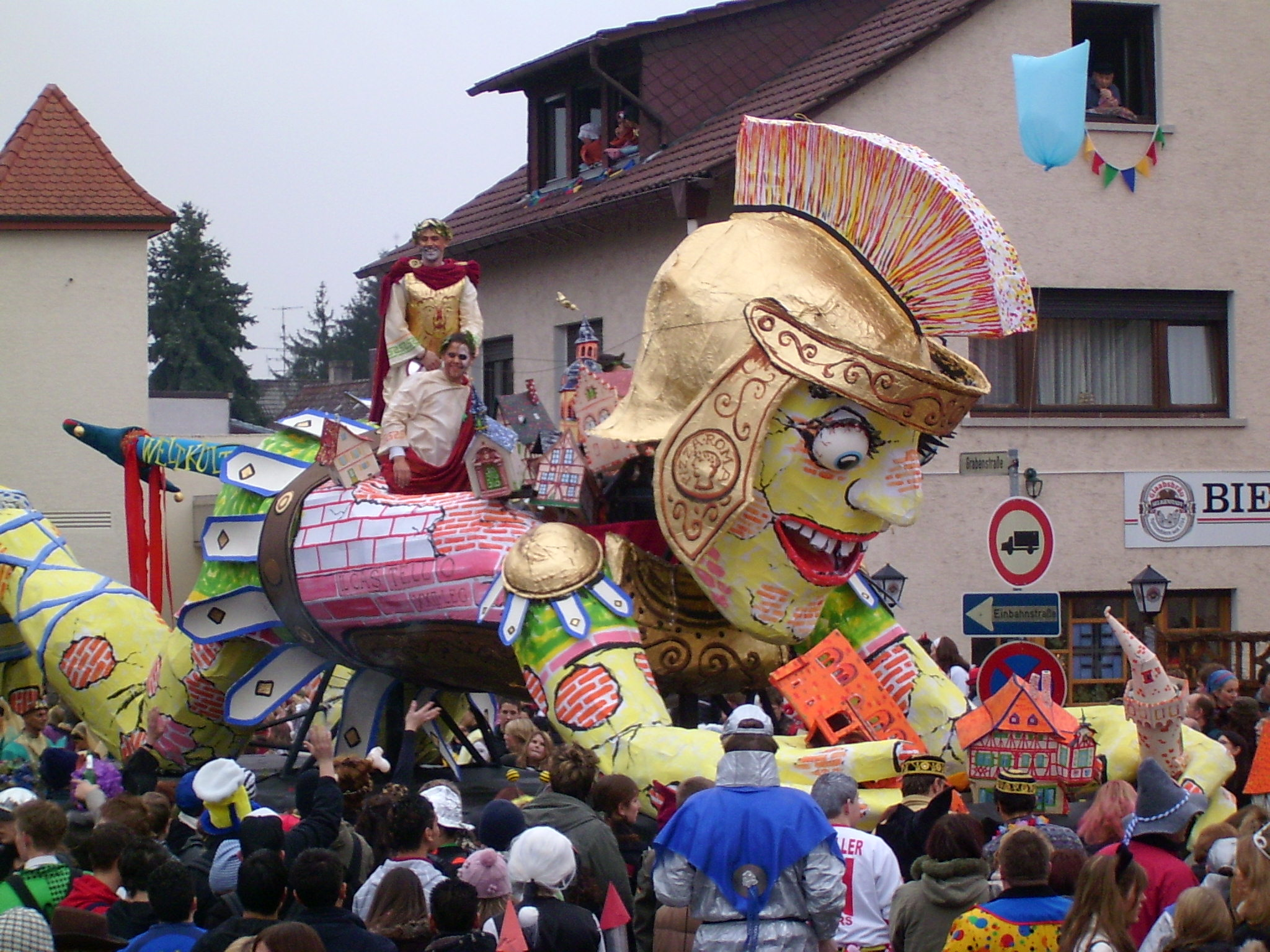
カーニバルのパレード（2006年）

#### ゼーリゲンシュタットのカーニバル
ゼーリゲンシュタットは、カーニバルのパレードで広く知られている。このパレードは伝統的にバラの月曜日に、歴史的な中心市街とそれに隣接する地区を練り歩く。バラの月曜日のパレードは、1859年以降その開催が証明されている。現代では、99基の贅を凝らした山車が造られ、近在・遠来の約 4万人の見物客を楽しませている。カーニバルのシーズンには、ゼーリゲンシュタット市民は道化の「シュルンバー」を自称し、この街を「シュルンバーラント」と呼ぶ。そしてシュルンバーラントの王子・王女ペアと子供の王子・王女ペアが選ばれる。「シュルンバー」あるいは「シュルンパー」とは、「途方もなく長く引きずったドレス」とか「ダラダラと長いもの」あるいは、積載量12 t から 14 t 程度の小舟を指す言葉であるが、なぜこの名前で呼ぶのかは定かではない。ゼーリゲンシュタットは、カーニバルのパレードが 2 回行われる珍しい街の一つである。バラの月曜日のパレードの他に、毎年日曜日に子供のカーニバル・パレードも行われる。総合的な組織・運営は、ゼーリゲンシュタット郷土協会 e.V. が担当する。

### アインハルト賞
アインハルトの遺産を護るために、1998年に法人「市民の権利」財団が設立された。この法人の目的はヨーロッパの伝統ある都市として欧州統一のアイデアを具体化し、欧州国家のルーツを明らかにすることである。アインハルトにちなんだ名を冠した文学賞を授与することや、アインハルトとその時代の痕跡やその研究に対する学問上の保護・奨励を通してこの目的が実践される。

## 経済と社会資本

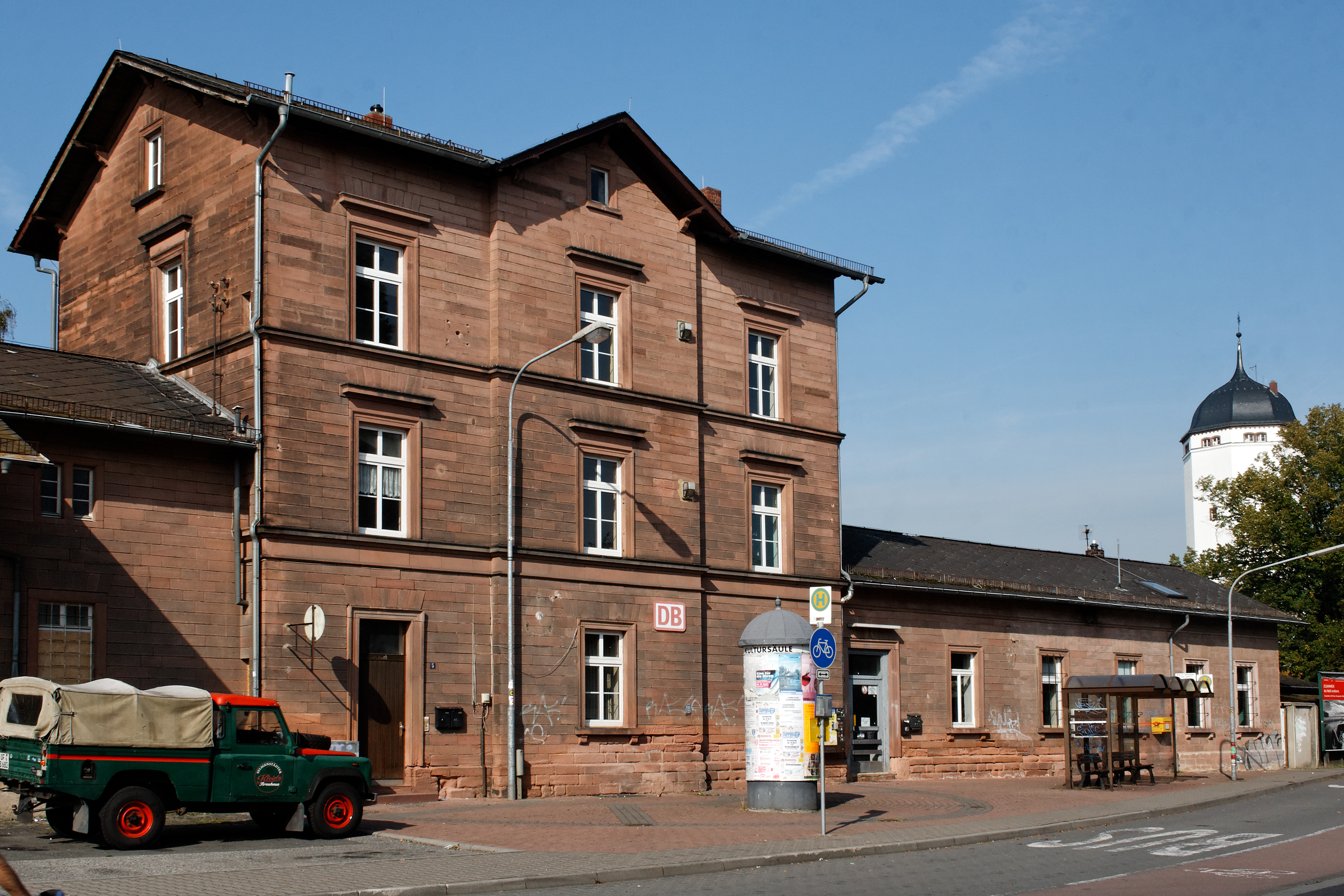
ゼーリゲンシュタット駅

### 交通
ゼーリゲンシュタットにはアウトバーン A3号線のインターチェンジがあり、ドイツ国内のみならず、オランダやオーストリアへも交通の便が良い。
ゼーリゲンシュタット駅は、鉄道 ハーナウ - グロース＝ウムシュタット・ヴィーベルスバッハ （ - エアバッハ）線（オーデンヴァルト鉄道）の駅である。この路線は、1882年5月1日に開業した。

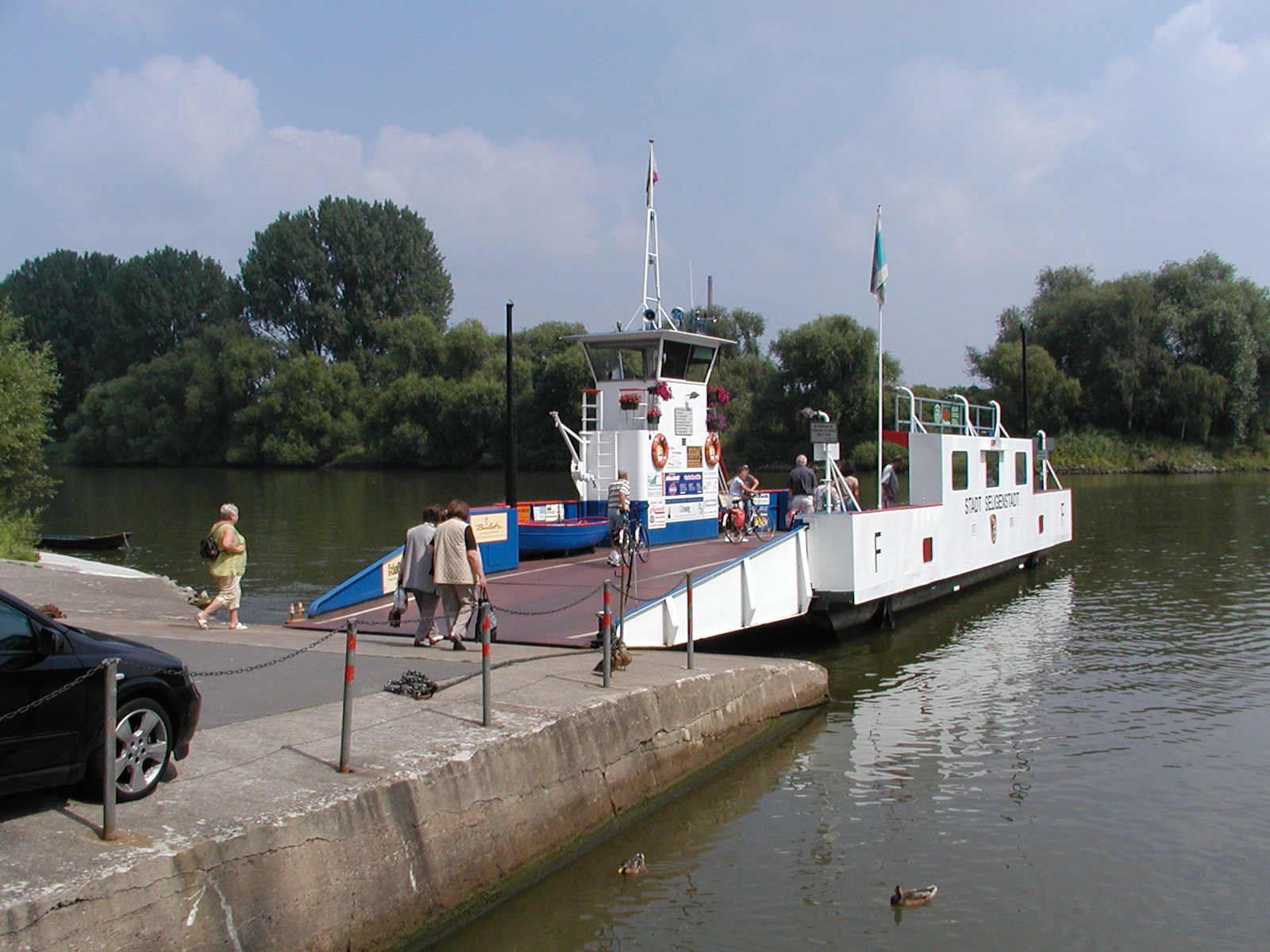
ゼーリゲンシュタットのマインフェリー

#### マインフェリー
ゼーリゲンシュタット修道院が権利を持つマイン川の渡船が 9世紀には既にあり、マイン川両岸の人や物資を相互に運んでいた。金銭や農作物に関してこの権利は拡大して行き「渡船権」へと発展していった。この渡船権は長年の間、ある一族が保有し相続されていた。1803年に修道院が廃止されると渡船権はヘッセン大公に移譲され、民間に貸し出されることとなった。ゼーリゲンシュタット市は1868年に、4,000グルデンでマイン川渡船に関するすべての権利を買収した。市はこの権利を高額な値段で民間に貸し付けた。第二次世界大戦後になって市は渡船の直接的な営業を開始した。初めはエンジンを持たない船であったが、1957年から自走式フェリーが投入された。
現在のマインフェリー（かつては「ネーヴェ」と呼ばれた）は、マイン川に全部で12ある渡船の1つである。自走式の自動車フェリーでマイン川の河川里程 69.60 km の位置を横断している。このフェリーは1971年に開業した。それ以前は、ヘッセン州のゼーリゲンシュタットとバイエルン州のカール・アム・マインまたはカールシュタイン・アム・マインとの間を 2 - 3 隻の渡し船（精確な数字は今では解らない）が運行していた。現在のフェリーはゼーリゲンシュタット市施設局が運営しているが、高額の運営維持費のために毎年多額の赤字を計上している。このため、フェリーを廃止してマイン川に橋を架ける案や自動車フェリーを廃止して歩行者および二輪車用の小型渡船に置き換える案などが頻繁に議論されている。また、民間企業にフェリーを運航させればコスト削減になるという案もある。

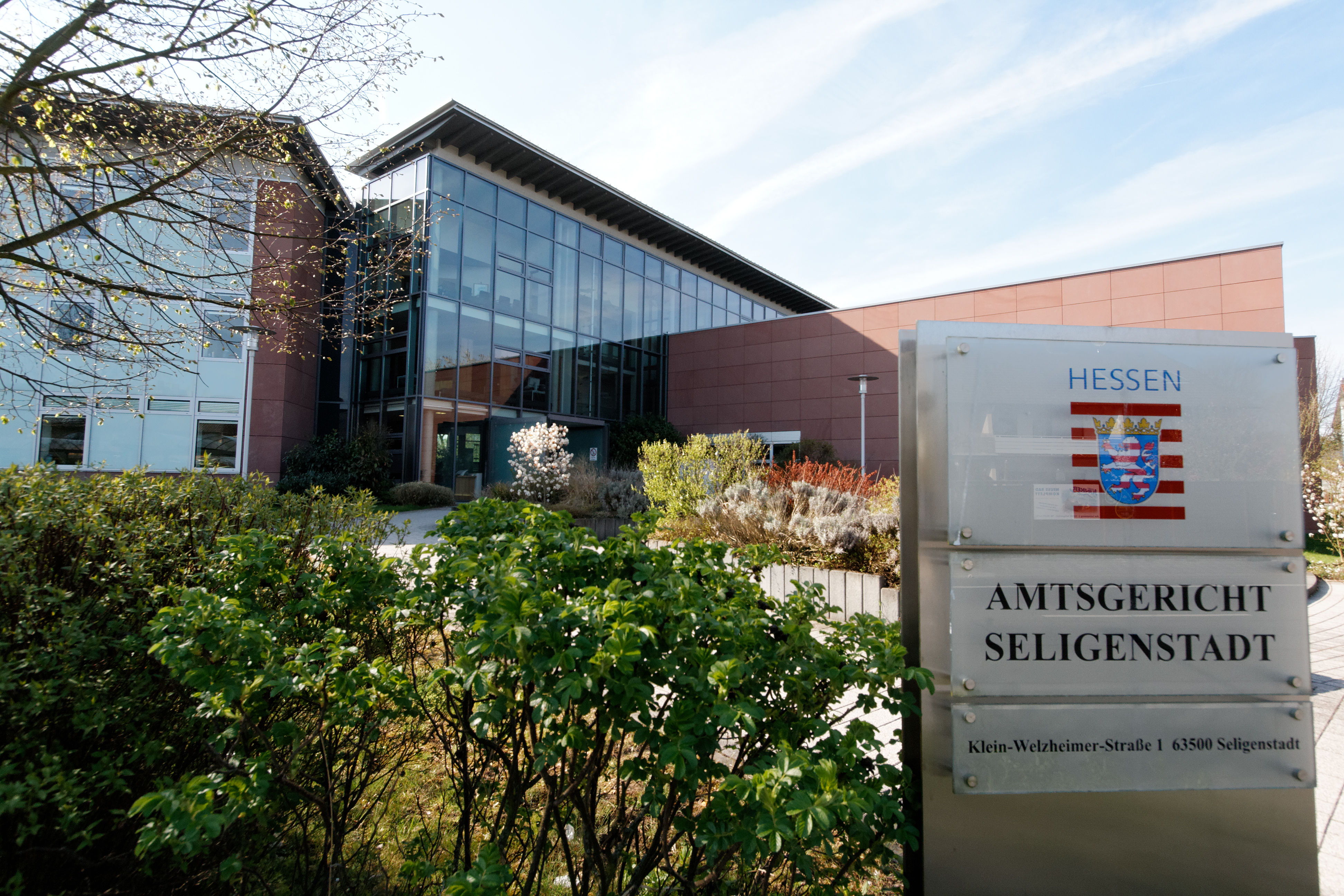
ゼーリゲンシュタット区裁判所

### 司法
ゼーリゲンシュタットには、ダルムシュタット地方裁判所およびフランクフルト・アム・マイン上級地方裁判所の管轄下にあるゼーリゲンシュタット区裁判所がある。

### メディア
- オッフェンバッハ＝ポスト ― この出版社はオッフェンバッハ・アム・マインに本社があり、ゼーリゲンシュタットに関する地方面を定期的に刊行している。ゼーリゲンシュタットに編集部員を置いている。
- ゼーリゲンシュテッター・ハイマートブラット ― 1949年から週1回発行されている。発行元は、ゼーリゲンシュタット郷土連盟 e.V. である。
- クリーア・アム・マルクトプラッツ ― ゼーリゲンシュタットおよび近隣のマインハウゼンやハインブルクに関するニュースを掲載している。
- ウェブポータル「Unser Seligenstadt」（我らがゼーリゲンシュタット）は、ゼーリゲンシュタット市、地元の産業組合およびゼーリゲンシュタットマーケティング GmbH の主導で運営されている。

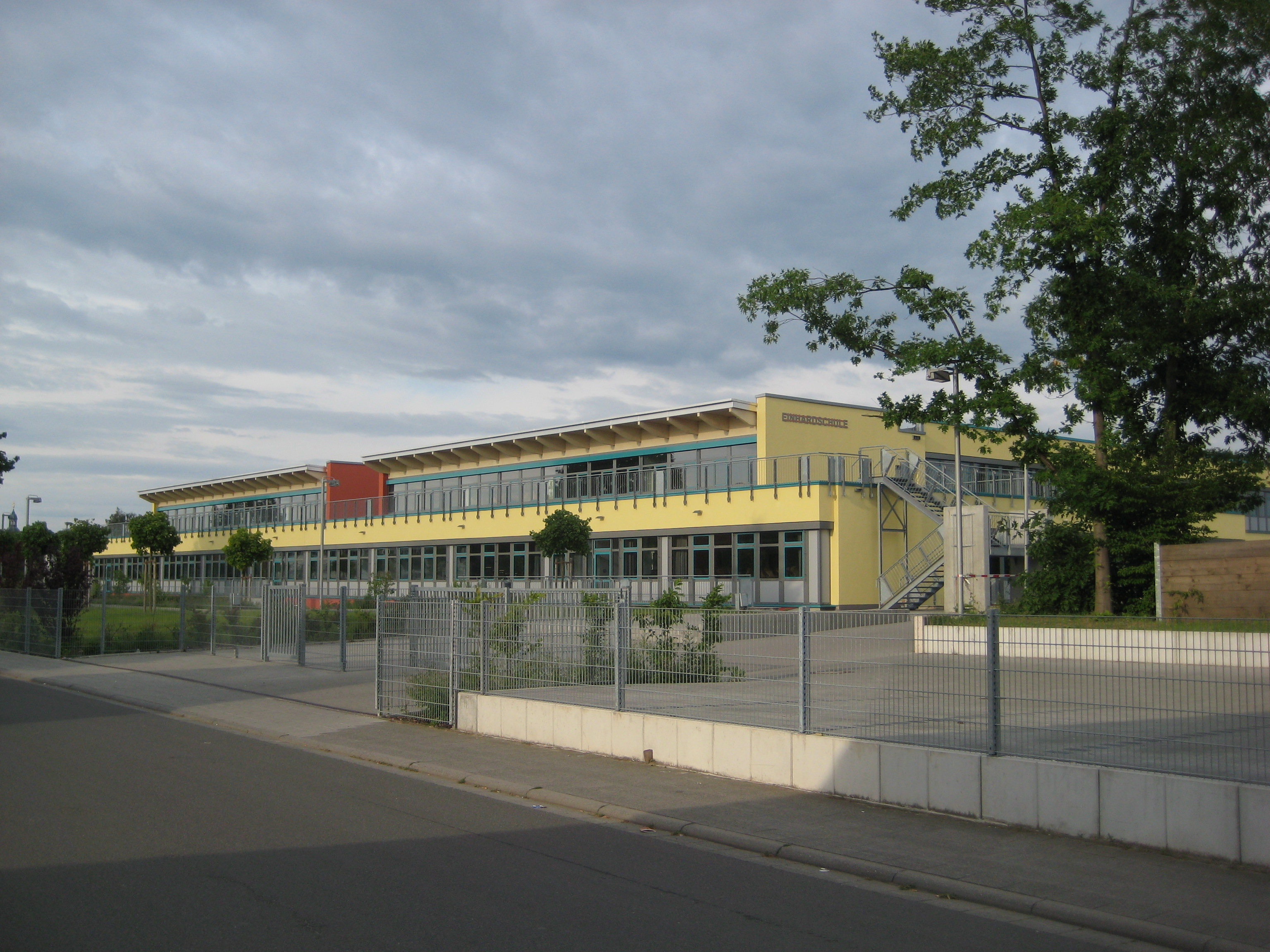
アインハルトシューレ

### 教育
- アルフレート＝デルフ＝シューレ（フローシュハウゼン）
- ドン・ボスコ＝シューレ
- エマ＝シューレ・ゼーリゲンシュタット
- アインハルトシューレ・ゼーリゲンシュタット
- ゼーリゲンシュタット自由学園（クライン＝ヴェルツハイムで設立されたが、現在はマインハウゼン）
- ゲルハルト＝ハウプトマン＝シューレ（クライン＝ヴェルツハイム）
- コンラート＝アデナウアー＝シューレ
- メーリアンシューレ・ゼーリゲンシュタット
- ヴァリヌスシューレ（クライン＝ヴェルツハイム）

## 人物

### 出身者
- ハンス・メムリンク（1430/1440年頃 - 1494年）初期フランドル派の画家

### ゆかりの人物
- エリーザベト・ラングゲッサー（1899年 - 1950年）詩人、作家。1920年から1928年までゼーリゲンシュタットの国民学校で教職に就いていた。この頃から国法学者ヘルマン・ヘラーとの交際を始めている。